# سرتوبة
السِّرتوبة هو جنس من حلزون البحر الصغيرة جدًا، أو الرخويات البحرية بطنيات الأقدام أو الرخويات الصغيرة.